# Egemen Güven
Akif Egemen Güven (* 25. September 1996 in Izmir, Türkei) ist ein türkischer Basketballspieler, der aktuell beim Karşıyaka SK unter Vertrag steht. Der 209 cm große und 94 kg schwere Mann spielt auf der Position des Centers.

## Nationalmannschaft
Güven spielt regelmäßig in der türkischen Nationalmannschaft. Er gewann drei Meisterschaften hintereinander während seiner Junioren-Nationalmannschaftskarriere.
| Personendaten    | Personendaten                |
| ---------------- | ---------------------------- |
| NAME             | Güven, Egemen                |
| ALTERNATIVNAMEN  | Güven, Akif Egemen           |
| KURZBESCHREIBUNG | türkischer Basketballspieler |
| GEBURTSDATUM     | 25. September 1996           |